# Poppy Montgomery
Poppy Petal Ema Elizabeth Deveraux Donahue (Sydney, 15 juni 1972) is een Australisch televisie- en filmactrice. Ze werd in 2004 samen met de gehele cast van de misdaadserie Without a Trace genomineerd voor een Screen Actors Guild Award en in 2013 zelf voor een Gemini Award voor het spelen van Joanne 'J.K.' Rowling in de biografische televisiefilm Magic Beyond Words: The JK Rowling Story. Montgomery maakte in 1994 haar acteerdebuut als Angel in een paar afleveringen van de misdaadserie Silk Stalkings. Datzelfde jaar was ze voor het eerst te zien in een film, met een naamloos rolletje in de sciencefictionkomedie Tammy and the T-Rex.

## Privé
Net als haar vier zussen, werd Poppy vernoemd naar een bloem, de klaproos. Haar artiestennaam Montgomery is de meisjesnaam van haar moeder. Ze had van 2005 tot en met 2011 een relatie met acteur Adam Kaufman, met wie ze in december 2007 een zoon kreeg. In 2013 beviel ze van haar tweede kind, een dochter. Ze trouwde in 2014 met de vader van haar dochter en kreeg dat jaar met hem ook een zoon.

## Filmografie
*Exclusief 5+ televisiefilms
- Christmas on the Farm (2021)
- Murder in the Hamptons (2005, televisiefilm)
- Between (2005)
- 50 Ways to Leave Your Lover (2004)
- This Space Between Us (1999)
- Life (1999)
- The Other Sister (1999)
- Dead Man on Campus (1998)
- Devil in a Blue Dress (1995)
- Tammy and the T-Rex (1994)

## Televisieseries
*Exclusief eenmalige gastrollen
- Reef Break - Cat Chambers (2019, dertien afleveringen)
- Unforgettable - Carrie Wells (2011-2016, 61 afleveringen)
- Without a Trace - Samantha Spade (2002-2009, 160 afleveringen)
- Glory Days - Ellie Sparks (2002, negen afleveringen)
- The Beat - Elizabeth Waclawek (2000, drie afleveringen)
- Relativity - Jennifer Lukens (1996, zes afleveringen)
- Silk Stalkings - Angel (1994, twee afleveringen)

- Biblioteca Nacional de España: XX1167140
- Bibliothèque nationale de France: cb150877066 (data)
- Gemeinsame Normdatei: 1144376564
- International Standard Name Identifier: 0000 0000 3811 3909
- Library of Congress Control Number: n99835552
- Système universitaire de documentation: 184658829
- Trove: 1801323
- Virtual International Authority File: 33797563
- WorldCat: E39PBJqfDTCmQ3FCypwVgXXfMP